# Hermann von François
Hermann von François (31. januar 1856 – 15. maj 1933) var en tysk general i infanteriet under 1. verdenskrig.

## Biografi
Hermann von François blev født i Luxemburg som søn af den preussiske kaptajn og gouvernements-adjudant Bruno von François. Familien stammede oprindeligt fra Normandiet, men da de tilhørte de protestantiske huguenotter, måtte de flygte i 1670, hvorefter de fik asyl i Berlin hos Frederik Vilhelm, markgreve og kurfyrste af Brandenburg.
Hermann von François stammede fra en rigtig preussisk officersfamilie. Både faderen og begge bedstefædre var generaler. Hans farfar Karl von François er kendt for erindringsbogen "Ein Deutsches Soldatenleben". Morfar Wilhelm von Wentzel for sin erindringsbog: "Im Wirbelsturm der Zeit". Faderen Bruno von François faldt som general under slaget ved Spicheren den 6. august 1870 i krigen mod Frankrig. Hans storebror Curt Karl Bruno von François var officer i de tyske tropper i Tysk Sydvest-Afrika, det nuværende Namibia, og grundlagde der den 18. oktober 1890 den nuværende hovedstad Windhoek.
Hermann von François gik tidligt i familiens fodspor og kom på kadetanstalterne i Wahlstatt og Berlin. I 1874 var han livpage hos kejser Wilhelm 1. 1875 kom han som løjtnant til 1. garderegiment i Potsdam. 1884-87 gik han på krigsakademiet og var derefter et år i generalstaben. Derefter var han i Strasbourg som generalstabsofficer ved 31. division og XV armekorps. Blev så kompagnichef for et kompagni i 131. infanteriregiment. 1894 major i generalstaben ved 8. division. 1898 bataljonschef ved grenaderregiment 110 i Mannheim. 1899 generalstabsofficer ved IV armekorps i Magdeburg, hvor Paul von Hindenburg var chef fra 1903-1905. Her delte han kontor med Erich Ludendorff. Udnævnt til oberst 1903. Chef for Elisabeth garderegimentet. Dernæst som generalmajor chef for den Hessiske brigade i Darmstadt. 1911 generalløjtnant og leder af den 13. division. 1913 General der Infanterie og leder af I armekorps i Königsberg.
Under 1. verdenskrig kæmpede han mod russerne i slagene ved Stallupönen, Gumbinnen, Tannenberg og de Masuriske Søer. I oktober 1914 overtog han kommandoen over armeen efter Paul von Hindenburg. I begyndelsen af 1915 deltog han i kampene i Picardiet mod Frankrig. Senere om sommeren mod russerne i Galicien og om efteråret i slaget ved Somme.
Hermann von François var trods sit franske navn og afstamning indbegrebet af en preussisk officer. Men hans berømmelse skyldes især, at han i flere tilfælde valgte at ignorere en konkret ordre og i stedet gøre det, som han anså for det rigtige i forhold til den overordnede opgave – og hver gang med stort held.
I denne forbindelse kan især tre eksempler nævnes:
- Den 17. august 1914 bliver han af von Prittwitz beordret til øjeblikkeligt at afbryde kampen ved Stallupönen og indlede en tilbagetrækning. En forbindelsesofficer overbragte ordren således: "Deres overordnede befaler, at kampen straks skal afbrydes og tilbagetrækning til Gumbinnen skal indledes". Hertil svarede François: "De kan melde General von Prittwitz, at general von François ville afbryde kampen, hvis russerne havde været slået". Derefter gennemførte han slaget, tilføjede russerne alvorlige tab og gik tilbage i god orden.
- Den 26. august 1914 bliver han af Erich Ludendorff befalet til at iværksætte angrebet ved Tannenberg. François mener ikke, at korpset er klar og siger "Hvis det befales, bliver der naturligvis angrebet, men så bliver tropperne nødt til at kæmpe med bajonetter". Da ordren fastholdes, iværksætter han angrebet, men så forsigtigt, at russerne dårligt nok opdager det. Dagen efter, da han selv synes, at han er klar, iværksættes et nyt angreb, og på få timer er den russiske front gennembrudt.
- Den 28. august 1914 får François af Erich Ludendorff ordre til at dreje mod nord mod Lahna. Denne ordre ignorerer han fuldstændigt. I stedet fortsætter han mod øst til Willenberg. Derved lukker han omringningen af den 2. russiske arme og tager næsten 60.000 fanger.

Da han i begyndelsen af 1915 skal flytte til vestfronten, er han i audiens hos kejseren, der orienterer ham om situationen og derefter siger: "De skal nok klare det François, men De bliver nødt til at adlyde. De er en for selvstændig natur". Denne bemærkning kommenterer François selv således: "Jeg indrømmer, at jeg i min militære løbebane ikke altid har hørt til de bekvemme underordnede, men adlydt har jeg altid, under behørig hensyntagen til egne pligter. Min vægring ved Stallupönen var ikke ulydighed, men derimod nødvendig pligt fremkaldt af et svært ansvar".
Hans pointe er altså, at pligten til at løse den overordnede opgave bedst muligt i nogle tilfælde kan veje tungere end pligten til at efterkomme en konkret ordre.
François har skrevet bøgerne:
- Marneschlacht und Tannenberg. August Scherl, Berlin 1920.
- Hindenburgs Sieg bei Tannenberg. Kribe-Verlag, Berlin, 1931.